# Dinotettix biafrensis
Dinotettix biafrensis är en insektsart som beskrevs av Bolívar, I. 1905. Dinotettix biafrensis ingår i släktet Dinotettix och familjen torngräshoppor. Inga underarter finns listade i Catalogue of Life.